# Louis Guiguer

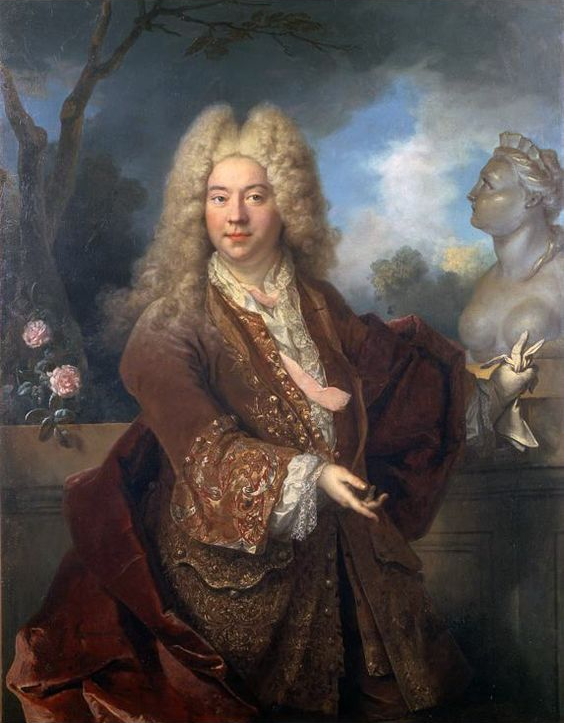
Gemälde von Louis Guiguer, gemalt von Nicolas de Largillière

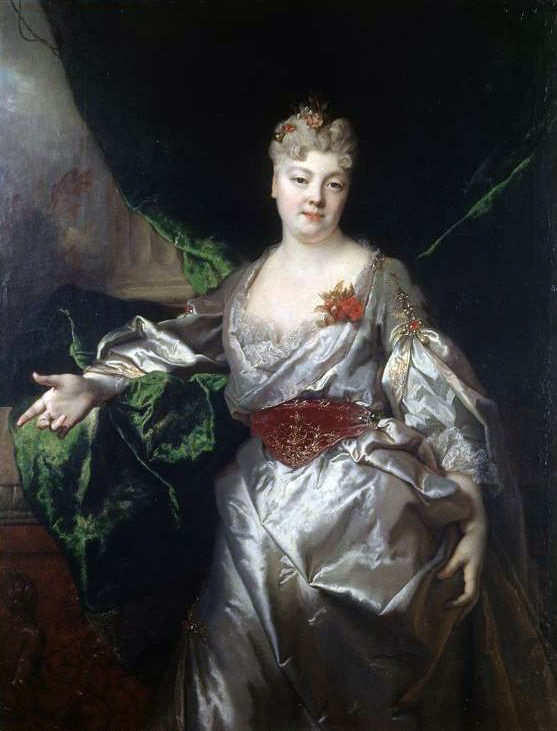
Gemälde von Judith van Robais, gemalt von Nicolas de Largillière

Louis Guiguer (* 8. Dezember 1675 in Lyon, Frankreich; † 17. Dezember 1747 in Paris) war ein französischer Bankier mit Schweizer Wurzeln. 1723 erwarb er Schloss Prangins im Kanton Waadt in der Schweiz.

## Leben
Louis Guiguers Familie stammte aus Bürgeln (Kanton Thurgau, Schweiz). Hugenottischen Glaubens, waren die Guiguers (ursprünglich Gyger) als Textilhändler in Lyon zu Reichtum gelangt. Durch die Aufhebung des Toleranzedikts von Nantes 1685 verloren diese aber einen Teil ihres Vermögens, weshalb wohl Louis Guiguer mit seinem Bruder Georges Tobie Guiguer (1672–1752) in Amsterdam ein neues Unternehmen, "Frères Guiguer", gründete. Im Jahr 1700 stieg Guiguer dann mit seinem Vetter Jean-Claude Tourton (1655–1724) in Paris ins Bankgeschäft ein.
Die Bank «Tourton et Guiguer» erwies sich als sehr erfolgreich und war während des Spanischen Erbfolgekriegs (1701–1714) der führende Kreditgeber des französischen Königshauses. Sie hatte zudem eine Niederlassung in London. Louis Guiguer investierte auch mit Geschäftspartnern in verschiedene Bergbaugesellschaften, insbesondere in die „Compagnie des Mines de Basse-Bretagne“. Zudem war er Aktionär und Mitglied der Geschäftsleitung der „Französische Ostindienkompanie“ („Compagnie française pour le commerce des Indes orientales“).
Am 1. November 1715 übergaben Louis Guiguer und sein Partner Jean-Claude Tourton die Geschäftsführung der Bank Jean-Claudes Sohn Isaac de Thellusson (1690–1755), blieben aber mit je 60.000 Livres stille Teilhaber des nun in „Thellusson et Cie“ umbenannten Instituts. Die Bank bestand unter wechselnden Namen bis in das 19. Jahrhundert fort. Nach einer Auseinandersetzung mit Isaac de Thellusson stieg Guiguer 1717 ganz aus dem Unternehmen aus, wurde aber im gleichen Jahr mit einer Investition von 800.000 Livre viertgrößter Aktionär der von John Law (1671–1729) neu gegründeten Mississippi-Kompanie („Compagnie du Mississippi“).
Für Louis Guiguer scheint aus dem Zusammenbruch der Mississippi-Kompanie 1721 kein finanziellen Schaden erwachsen zu sein, da er bereits 1723 die Herrschaft Prangins (franz. die Baronie von Prangins) mit dem Barockschloss Prangins im Kanton Waadt (Schweiz) für 142.000 Livre erwarb. Verkäufer des Anwesens war der Genfer Bankier Jean Rieu, welcher ebenfalls in Paris zu Geld gekommen war, aber bei dem Debakel der Mississippi-Kompanie weniger Glück gehabt hatte als Guiguer. 
Der Kauf von Schloss Prangins war für Louis Guiguer aber nicht nur eine Kapitalanlage. Mit deren Übernahme erhielt er auch den damit verbundenen Adelstitel und nannte sich fortan Baron Louis Guiguer de Prangins. 1732–1739 liess er vom Waadtländer Kommissär Abraham Le Coultre (1697–1775) das Schloss Prangins in seiner heutigen Gestalt anlegen. Zudem erweiterte Guiguer durch den Kauf einiger umliegender Liegenschaften seine Herrschaft zu einem zusammenhängenden Besitz. Dies umfasste damals ungefähr die Gebiete der heutigen Gemeinden Prangins, Vich und Gland, eine Fläche von etwa 15 km².
Neben Schloss Prangins hatte Louis Guiguer bereits um 1717 einen Landsitz im französischen Marnes-la-Coquette bei Versailles erworben. Zudem besaß er in Pariser Temple-Quartier eine Stadtresidenz.

## Familie
Louis Guiguer war der Sohn des Lyoner Händlers Léonard Guiguer (1632–1710) und seiner Ehefrau Elisabeth Tourton (1641–1724). Léonard Guiguers Vater, der ebenfalls Léonard Guiguer (ursprünglich Gyger, 1593–1643) hieß, stammte aus Bürglen im Kanton Thurgau und war nach der Lehre in St.Gallen nach Lyon ausgewandert. Dort hatte er 1615 Marie Penin (1599 –?) geheiratet.
Louis Guiguer heiratete am 18. September 1713 Judith van Robais (1694–1748), die eine Mitgift von einer halben Million Livre mit in die Ehe brachte. Sie stammte aus einer französischen Familie flämischer Herkunft, welche in Abbeville die „Manufacture royale de draps d'Abbeville“ besaß, eine königliche Manufaktur für feine Stoffe. Die Ehe blieb kinderlos, das Ehepaar adoptierte allerdings eine Tochter, Elisabeth Augustine Darcy (1714–1754).
Nach dem Tod Louis Guiguers erbte sein älterer Bruder Georges Tobie Guiguer de Prangins (1672–1752) dessen Adelstitel und sein ganzes Vermögen, einschließlich des Schlosses Prangins. Dieser wiederum überließ das Anwesen noch zu Lebzeiten seinem Sohn Jean-Georges Guiguer de Prangins (1707–1770). Dieser heiratete 1735 Elisabeth Augustine Darcy, die bereits erwähnte Adoptivtochter seines Onkels Louis Guiguer. 
In der Erbfolge folgten Jean-Georges Sohn Louis-François Guiguer de Prangins (1741–1786) und dann dessen Sohn Charles-Jules Guiguer de Prangins (1780–1840), Schweizer Politiker und General. Dieser verkaufte Schloss Prangins 1814 an Joseph Bonaparte (1768–1844), dem älteren Bruder Napoleons und ehemaligen König von Spanien.